# 威廉·约翰逊·索拉斯
威廉·约翰逊·索拉斯（英語：William Johnson Sollas，1849年5月30日—1936年10月20日）是一位英国地质学家和人类学家。

## 荣誉
1889年成为皇家学会会士，1907年获沃拉斯顿奖章，1908年当选伦敦地质学会会长，1914年获皇家獎章。